# Caso de violación en grupo de Delhi en 2012

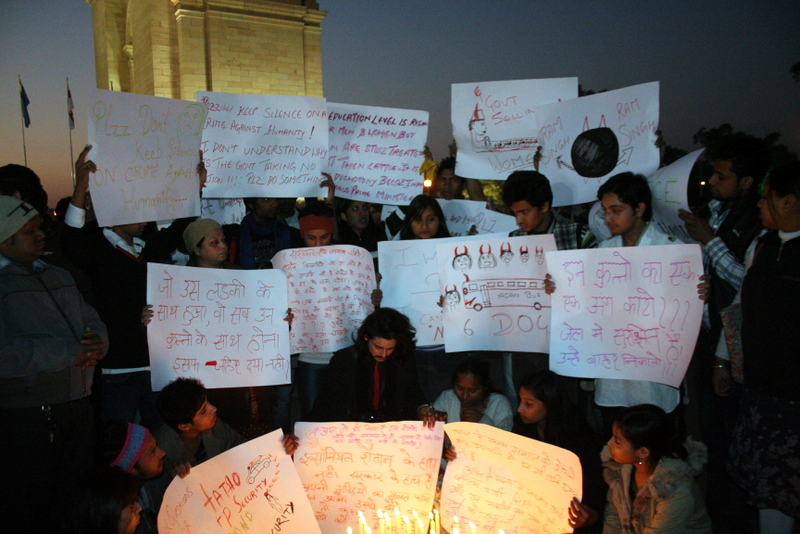
Manifestantes en la Puerta de la India en Nueva Delhi exigiendo al gobierno tomar medidas después de la violación en grupo.

El caso de la violación en grupo de Delhi en 2012 implica una brutal violación y asesinato que se produjo el 16 de diciembre de 2012 en Munirka, un barrio situado en la parte sur de Nueva Delhi, cuando una pasante de fisioterapia, de 23 años de edad, fue golpeada y violada por un grupo en un autobús en el que viajaba con un amigo quien también fue abusado. Había otros seis hombres en el autobús, incluido el conductor, quienes violaron a la mujer. La joven murió a causa de sus graves heridas trece días después mientras era sometida a un tratamiento de emergencia en Singapur.
El incidente generó una amplia cobertura nacional e internacional y fue condenado por diversas organizaciones de mujeres, tanto en la India como en el extranjero. Posteriormente, las protestas públicas contra el Gobierno de la India y el Gobierno de Nueva Delhi por no proporcionar la seguridad adecuada para las mujeres tuvieron lugar en Nueva Delhi, donde miles de manifestantes se enfrentaron con las fuerzas de seguridad. Protestas similares tuvieron lugar en las principales ciudades de todo el país en los días y semanas siguientes.
Todos los involucrados fueron arrestados y acusados de asalto sexual y asesinato. El conductor acusado, Ram Singh, murió bajo custodia policial el 11 de marzo de 2013 en la cárcel de Tihar. Según algunos informes de prensa, la policía dijo que Ram Singh se ahorcó, pero los abogados de la defensa y su familia sospechan que fue asesinado. El resto de los acusados fueron a juicio en un tribunal por la vía rápida, la fiscalía concluyó su prueba el 8 de julio.
El 10 de septiembre de 2013, se encontró a los cuatro acusados adultos culpables de violación y asesinato. Los cuatro hombres se enfrentaron a la pena de muerte y una sentencia tres días después dictaminó la pena por horca a cuatro de los cinco imputados, siendo el menor de edad excluido de dicha resolución al ser juzgado por el tribunal de menores, resultando condenado a reclusión por tres años en un reformatorio. El sexto sospechoso fue hallado muerto en prisión en marzo de ese año. El 20 de marzo de 2020, los cuatro sospechosos principales fueron ejecutados por ahorcamiento en la prisión de Tihar.

## Asesinato
Las víctimas, una mujer de 23 años de edad, y un amigo, se dirigían a casa en la noche del 16 de diciembre de 2012, después de ver la película Life of Pi en Saket en el sur de Delhi. Ellos abordaron un autobús fletado en Munirka de Dwarka que estaba siendo conducido sin rumbo fijo a las 9:30 p. m. (EST). Sólo había otras seis personas en el autobús, incluido el conductor. Uno de los hombres, un menor de edad, había pedido a los pasajeros decirles a los recién llegados que el autobús iba hacia su destino. El amigo de la mujer empezó a sospechar cuando el autobús se desvió de su ruta normal y sus puertas permanecían cerradas. Cuando él se opuso, el grupo de seis hombres a bordo, incluido el conductor, se burlaron de la pareja, preguntando qué hacían solos en una hora tan tardía.
Cuando el amigo de la mujer trató de intervenir, fue golpeado, amordazado y agredido con una barra de hierro hasta quedar inconsciente. Los hombres arrastraron entonces a la mujer hasta la parte trasera del autobús, la golpearon con la barra y la violaron mientras el conductor siguió conduciendo. Los informes médicos dijeron después que la mujer sufrió heridas graves en el abdomen, los intestinos y los órganos genitales debido al asalto, y que el daño indica que fue hecho con un objeto contundente (se sospecha que la barra de hierro) que pudo haber sido utilizado para penetrarla. Esa varilla fue descrita más adelante por la policía como un implemento oxidado, en forma de L del tipo de las utilizadas como manija para el gato de las ruedas.
De acuerdo con el International Business Times, un portavoz de la policía dijo que el menor de 17 años fue el atacante más brutal y había "abusado sexualmente de su víctima dos veces y le arrancó los intestinos con sus propias manos". Según los informes policiales, la mujer trató de luchar contra sus agresores, mordiendo a tres de los atacantes, dejando marcas de mordeduras en los acusados.
Después que las respectivas palizas y violaciones terminaron, creyéndolos muertos, los atacantes lanzaron a las víctimas semidesnudas y ensangrentadas del autobús en marcha. Unos viandantes los encontraron inertes a las once de la noche. Uno de los autores más tarde limpió el vehículo para eliminar las pruebas. La policía lo incautó al día siguiente. El autobús había sido grabado pasando por una cámara de seguridad de la calle.
En 2015 se estrenó el documental británico La hija de la India sobre el sonado crimen.
El 20 de marzo de 2020 los cuatro violadores fueron ajusticiados en la horca en el presidio de la capital india.